# Ecbolium subcordatum
Ecbolium subcordatum är en akantusväxtart som beskrevs av C. B. Cl.. Ecbolium subcordatum ingår i släktet Ecbolium och familjen akantusväxter. Utöver nominatformen finns också underarten E. s. glabratum.